# Eublemma stictilinea
Eublemma stictilinea là một loài bướm đêm trong họ Erebidae.